# جيمس ستيفنز بيك
جيمس ستيفنز بيك (بالإنجليزية: James Stevens Peck)‏ هو محامي أمريكي، ولد في 6 ديسمبر 1838، وتوفي في 28 مايو 1884.